# Alexandre Schoenewerk
Pierre Alexandre Schoenewerk, conocido como Alexandre Schoenewerk, fue un escultor francés, nacido el 18 de febrero de 1820 en París y fallecido el 22 de julio de 1885 en la misma ciudad.

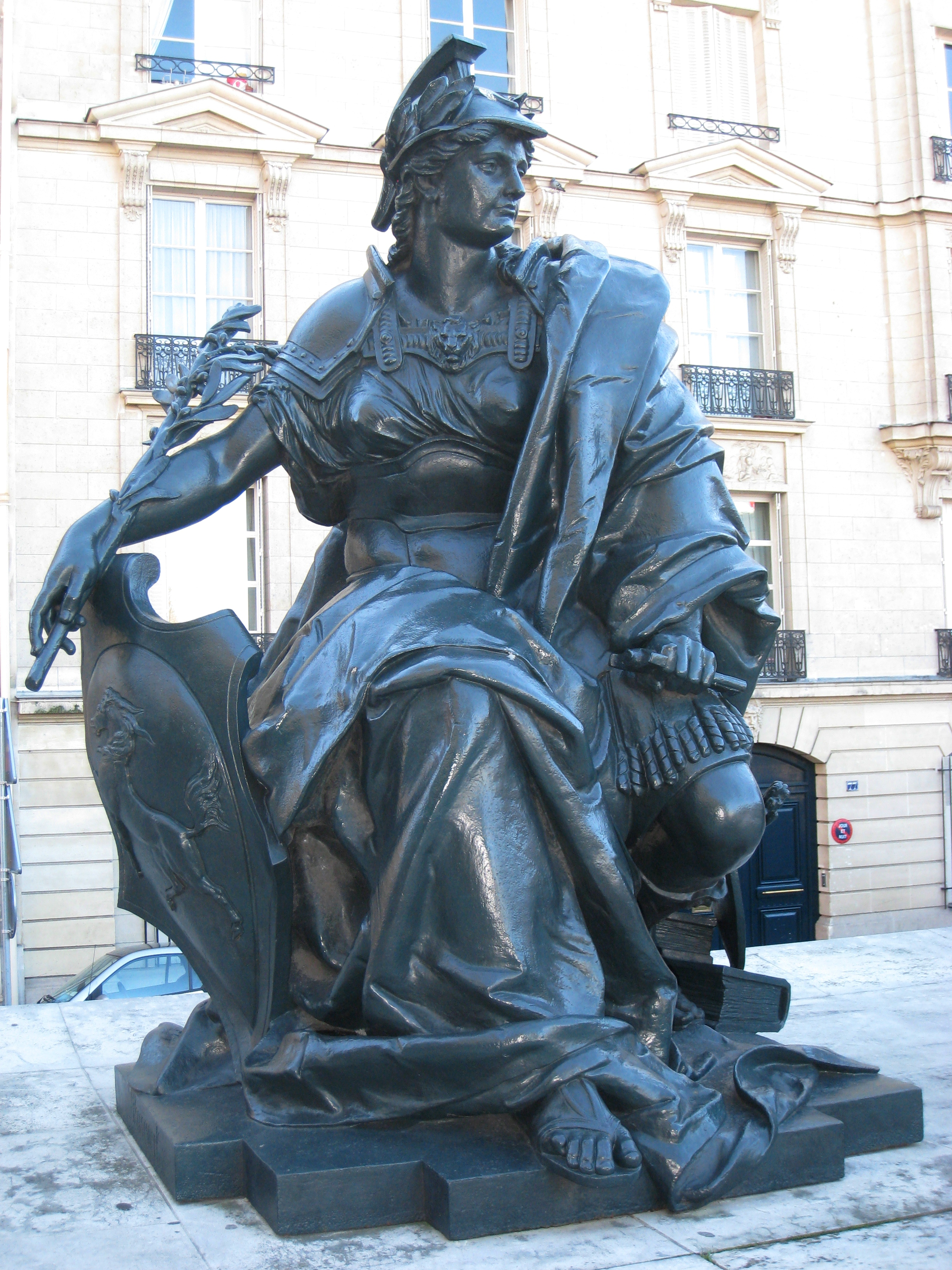
L'Europe, por Pierre Alexandre Schoenewerk

## Datos biográficos
Hijo de un sastre, Pedro Alejandro Schoenewerk fue alumno de David d'Angers.
A su vez profesor, junto a Eugène-Louis Lequesne, del escultor Henri Allouard.
Obtuvo una medalla de 3ª clase en el Salón de París de 1845.
Obtuvo una medalla de 1ª clase en el Salón de París de 1861.
Fue nombrado caballero de la Legión de Honor francesa en 1873.

### Esculturas

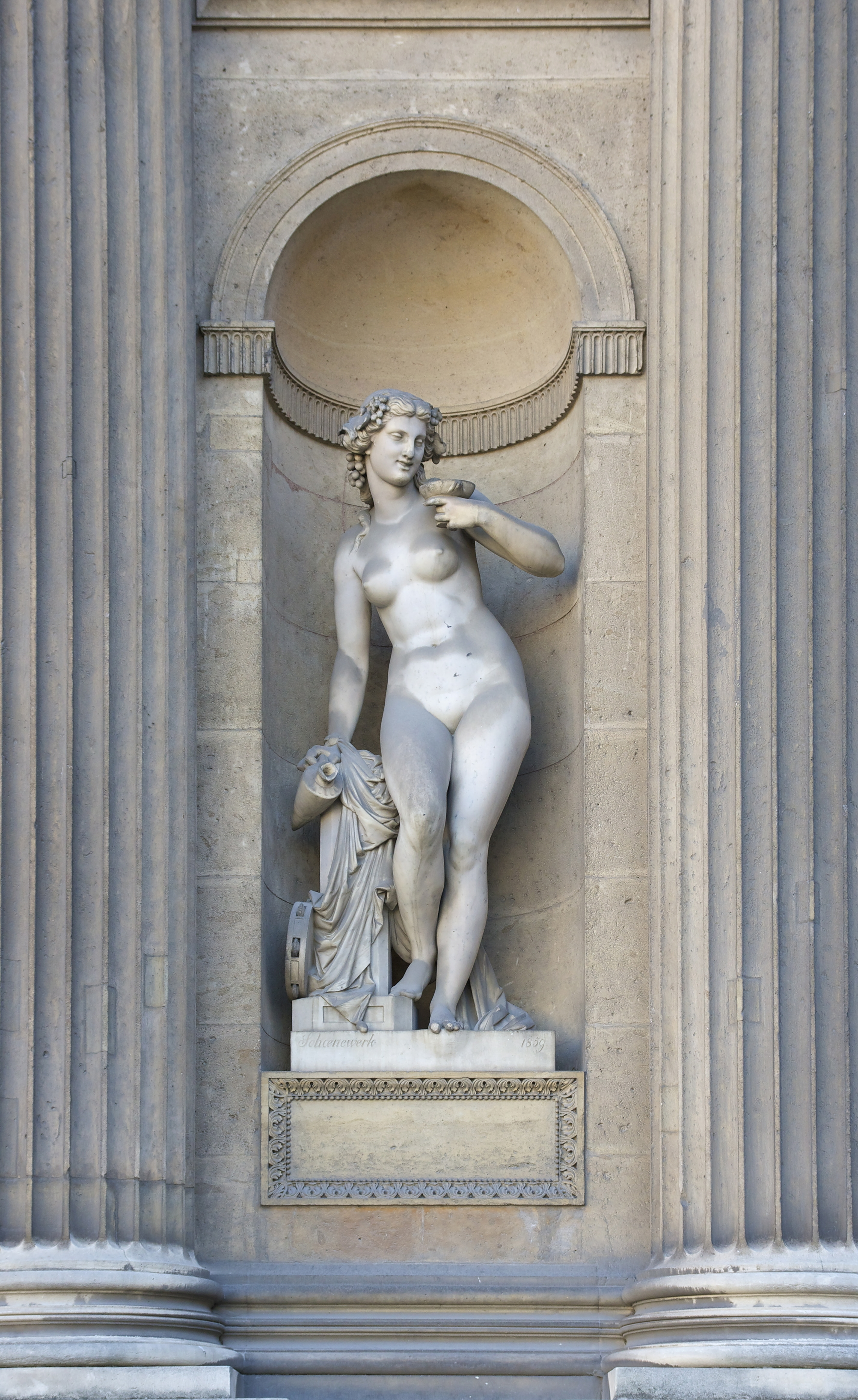

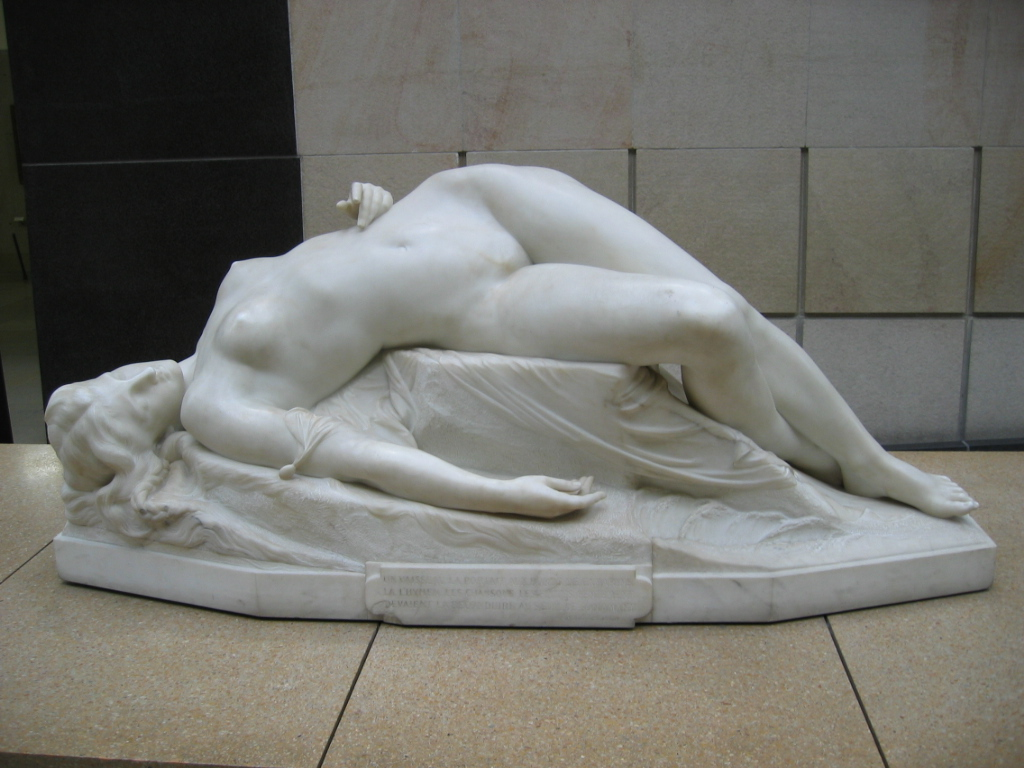
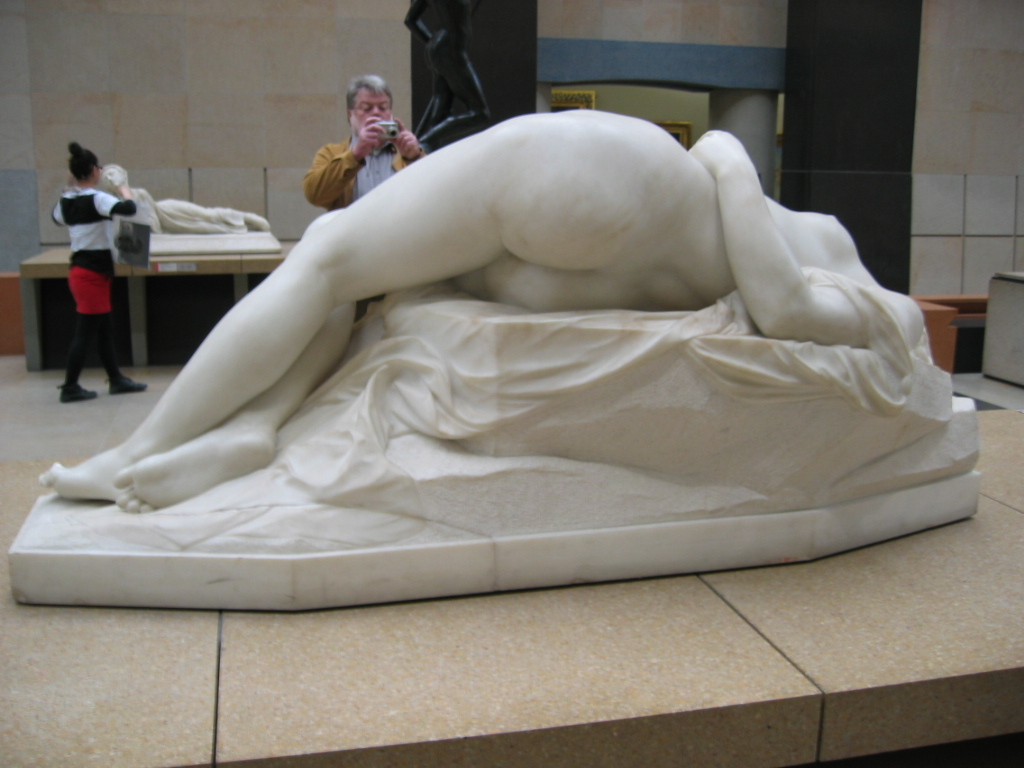
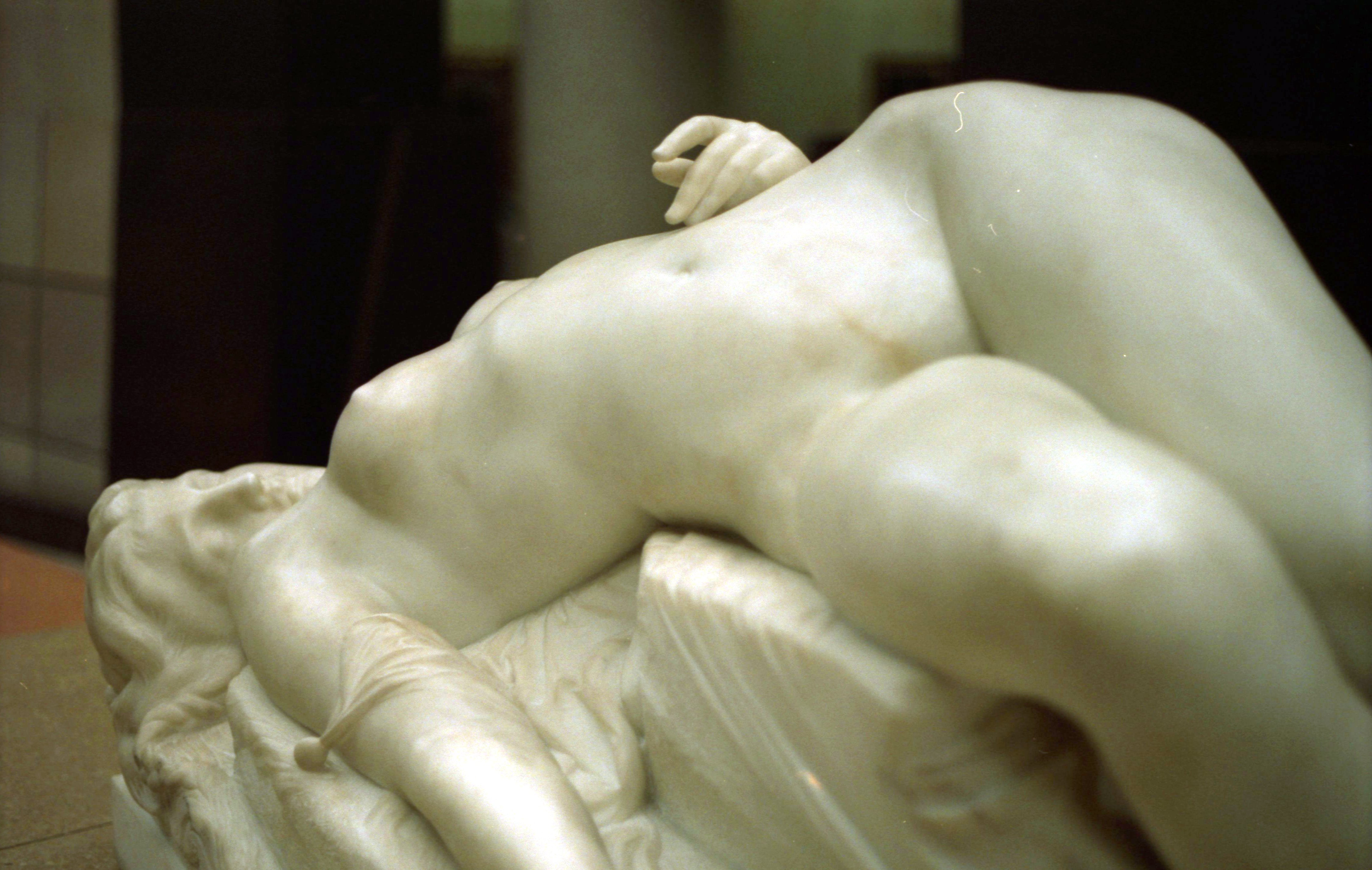

- Bacchante

Bacante, mármol, 1859, nicho de la fachada del cour Carrée del Louvre
- La jeune Tarantine

Joven Tarantine, - 1871, mármol, en el Museo de Orsay
- L'Europe

La Europa , realizada para la Exposición Universal de París (1878), fundición de hierro, parvis del Museo de Orsay

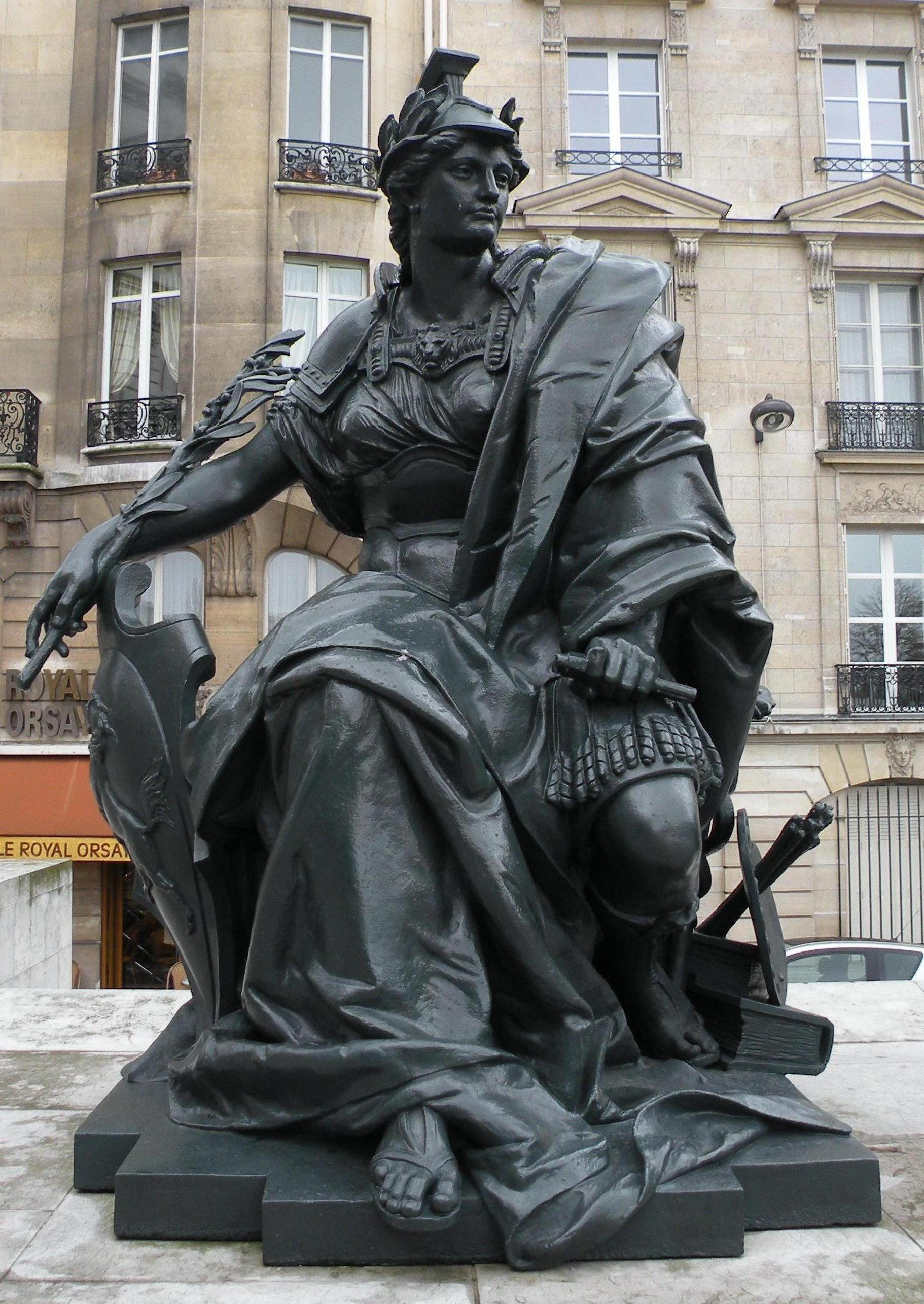
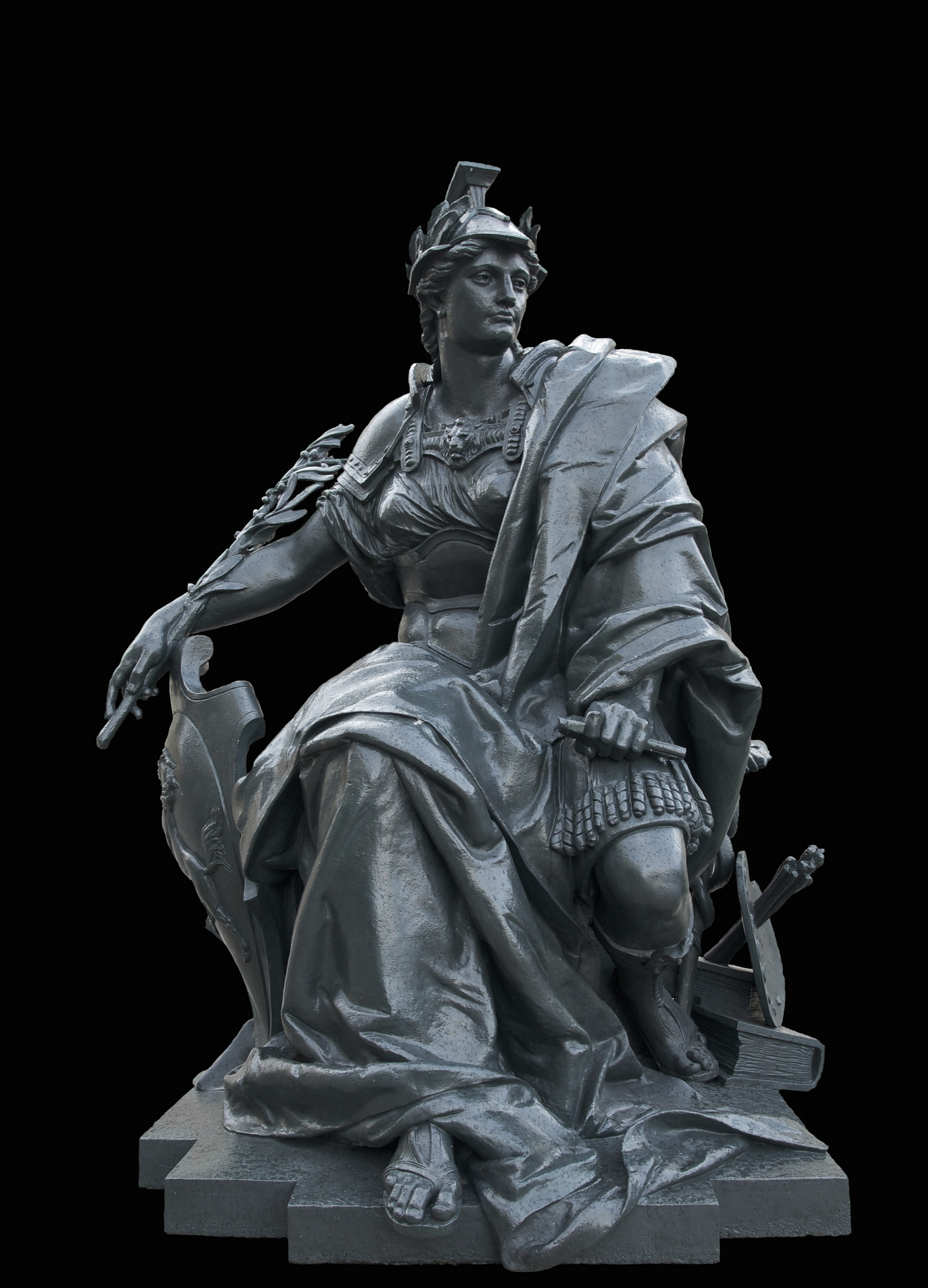
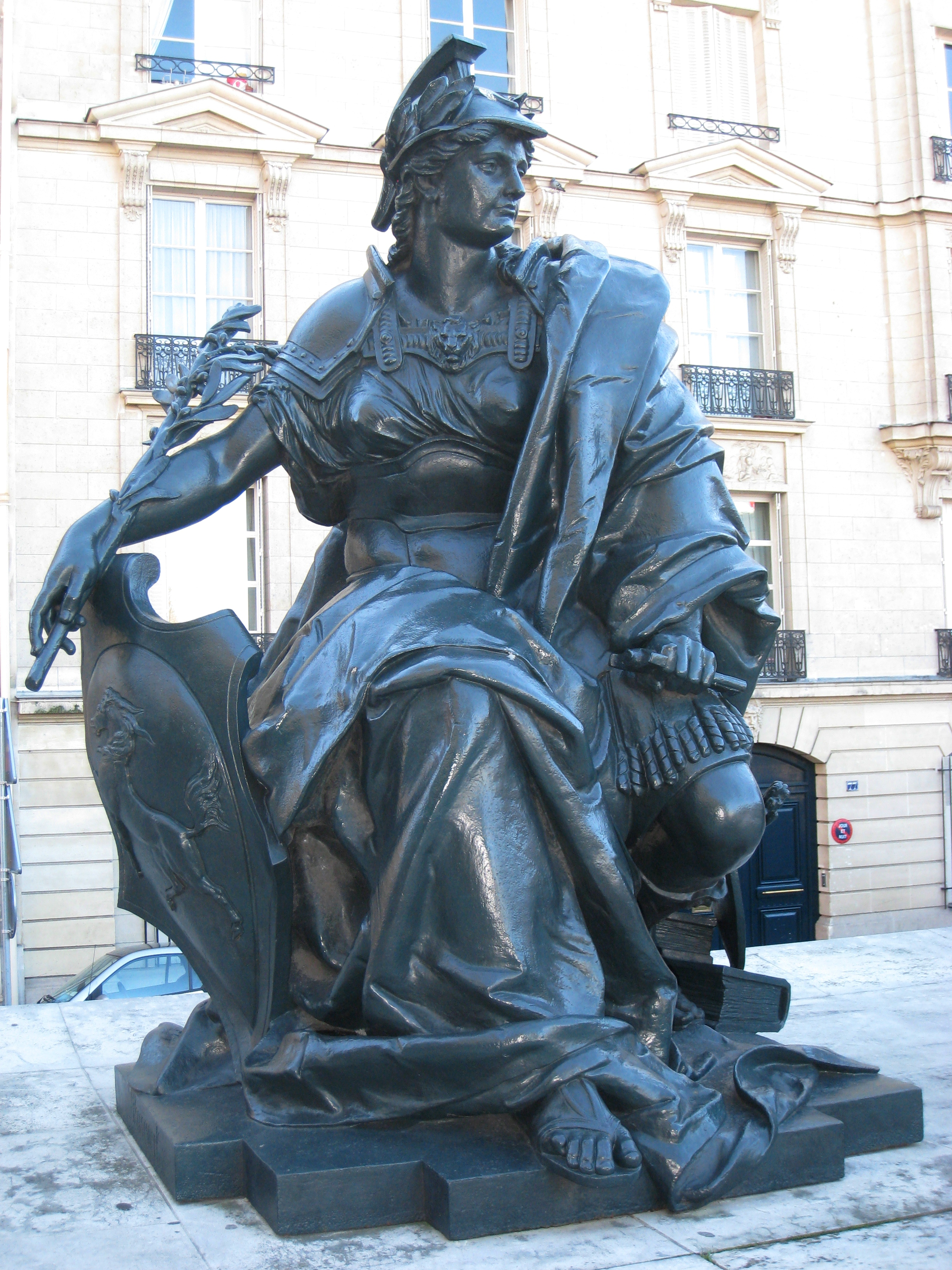

- Jeune fille à la Fontaine (chica joven en la fuente), mármol, 1873, Museo de Arte e Industria de La Piscina (fr), Roubaix

- Bañista, mármol
- Andrómeda, bronce

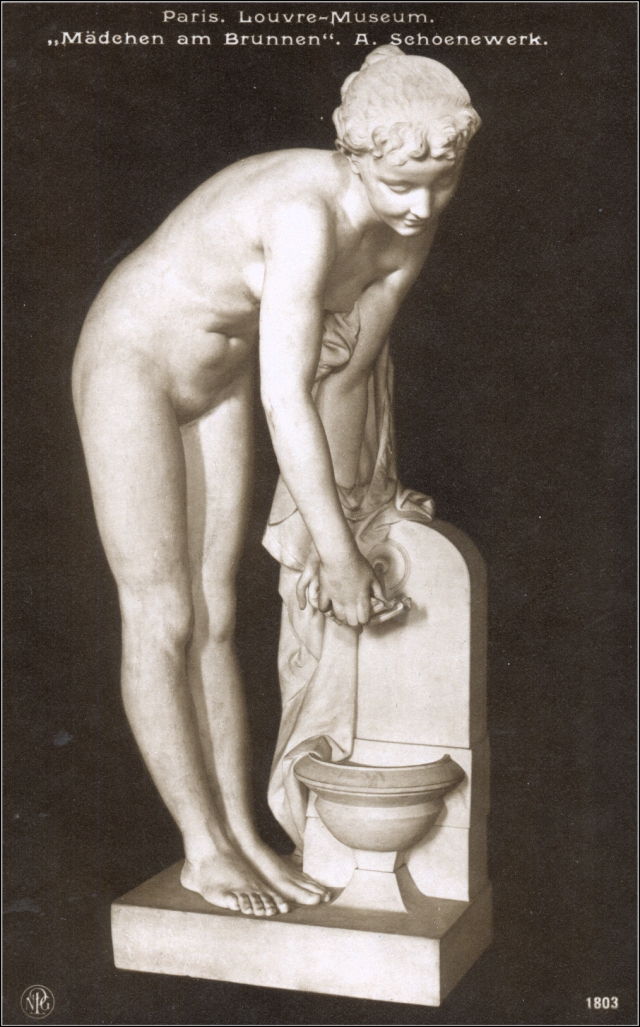
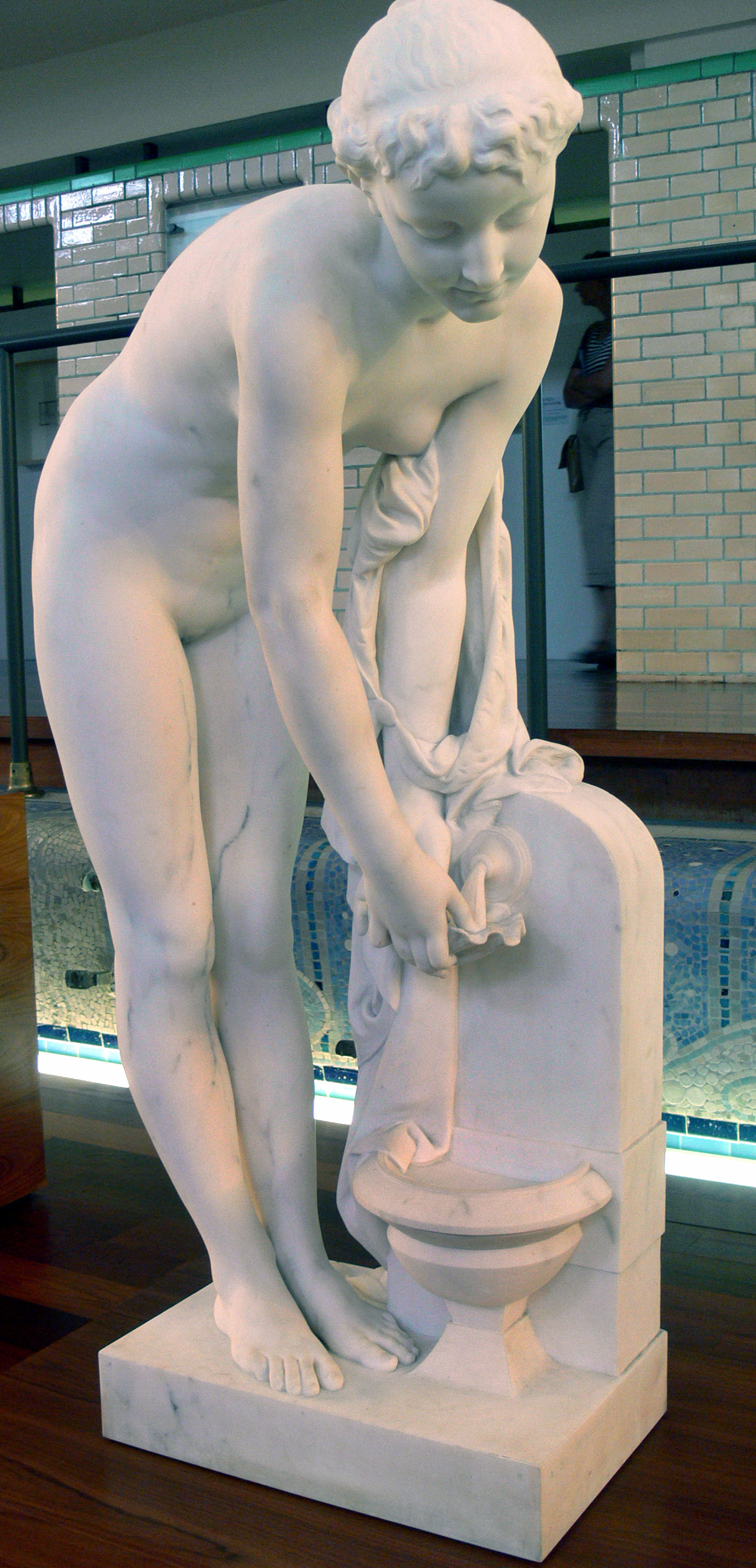
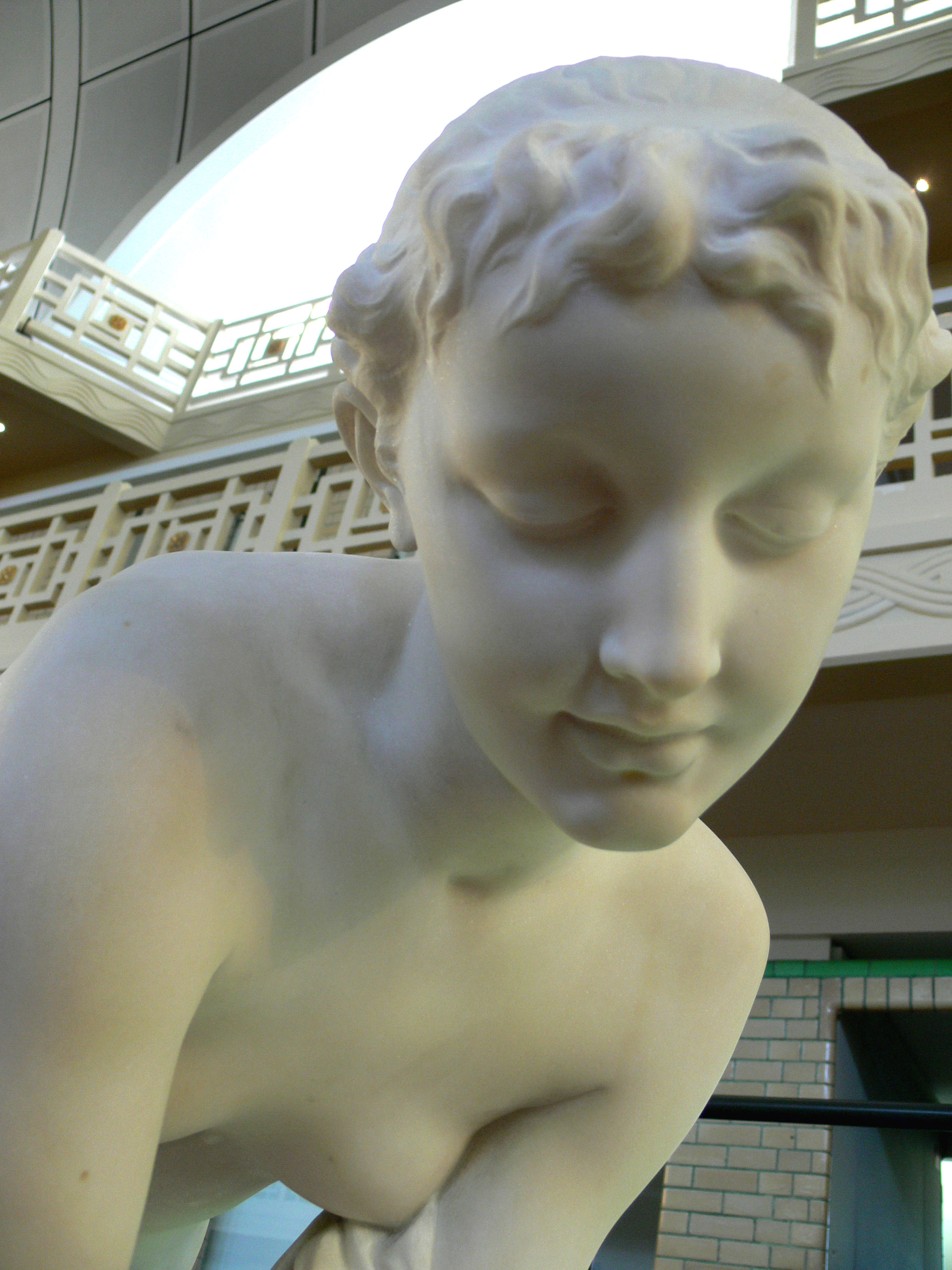

- Relieve de la Jurisprudencia (1873), para la tumba de Joseph Louis Elzéar Ortolan. Cementerio de Montparnasse. El conjunto se completaba con un busto del jurisconsulto, en la actualidad desaparecido.[3]
- Au matin, 1879, mármol, Museo de Picardia, Amiens

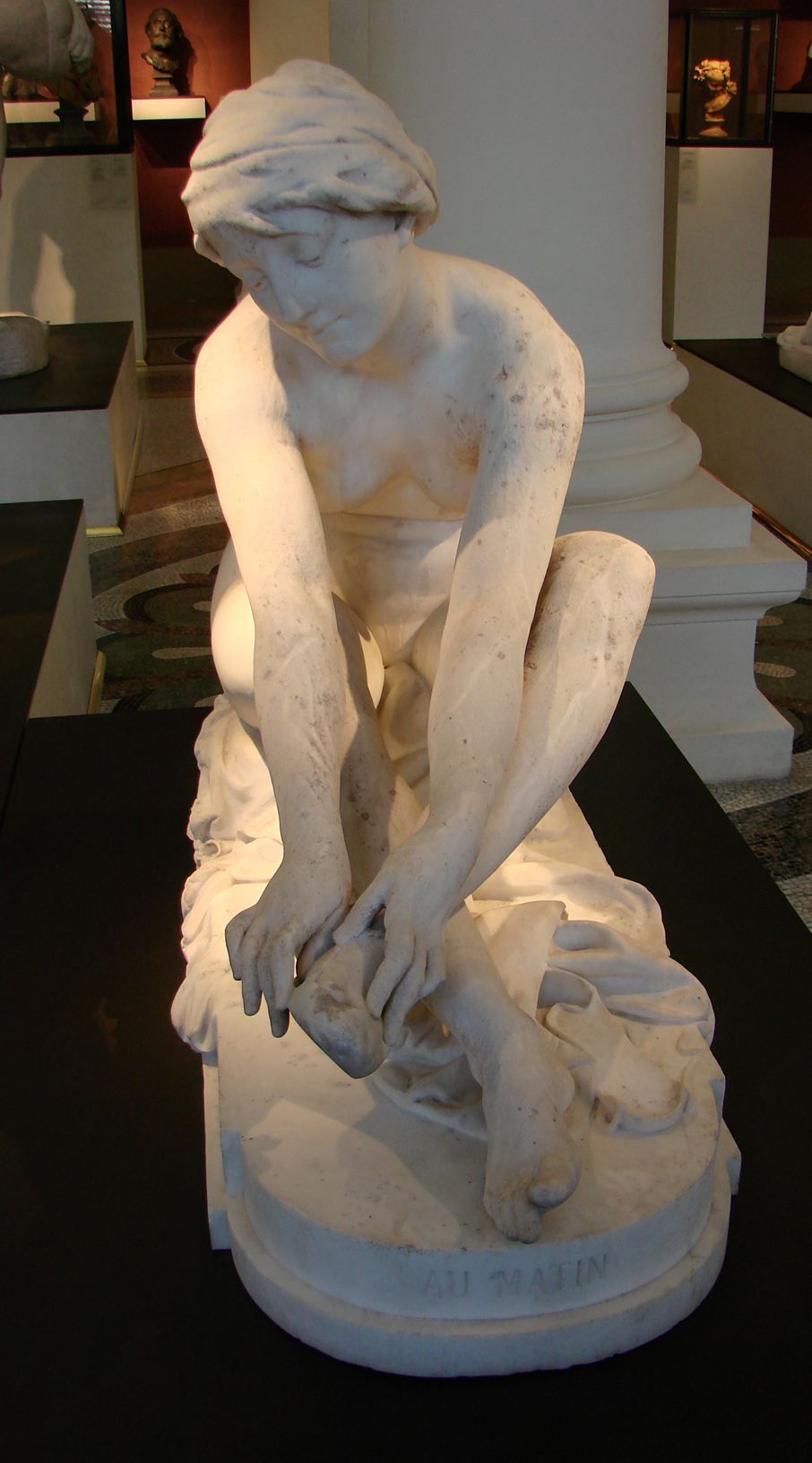
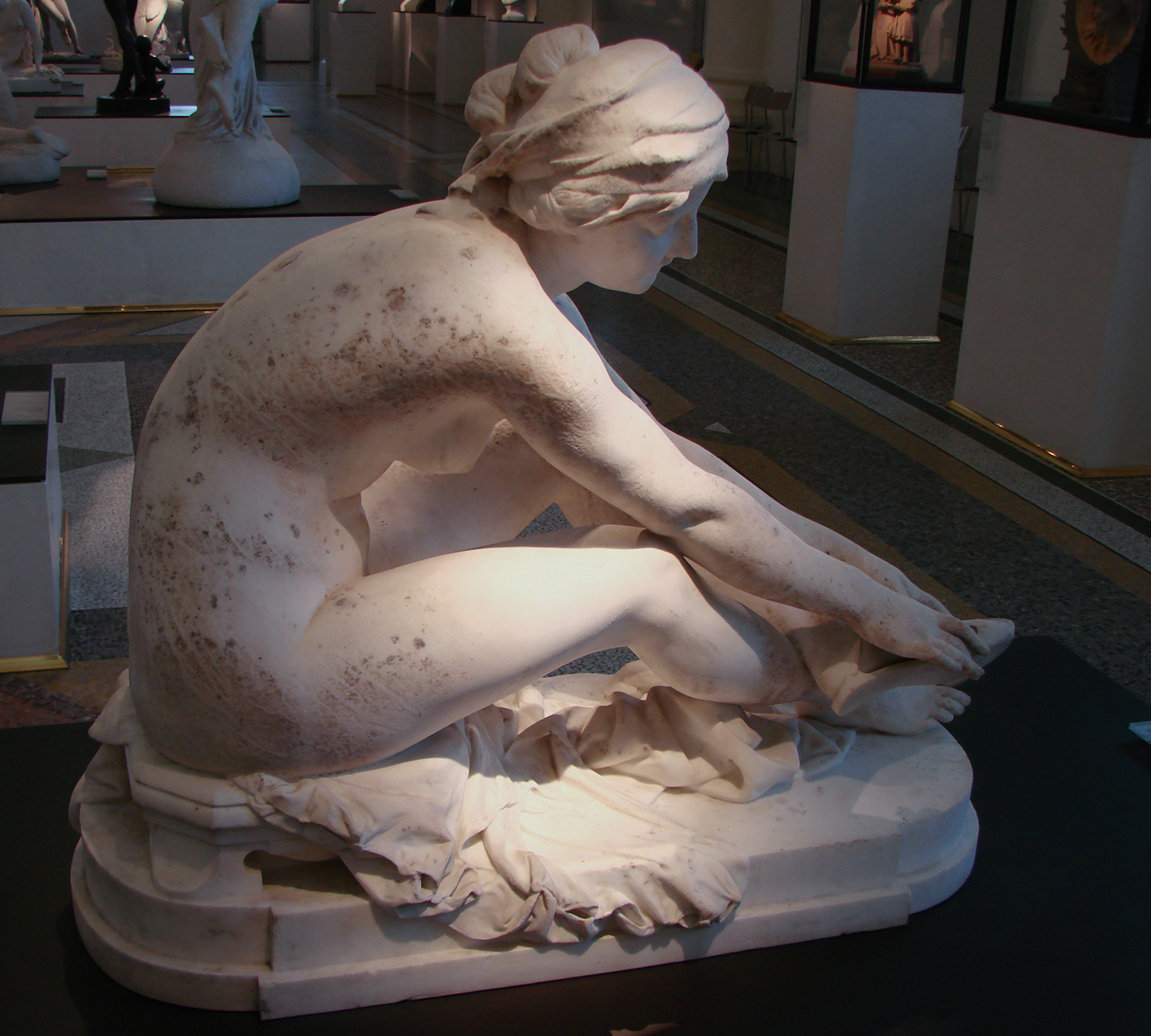

- Busto de David d'Angers, su maestro, 1878, yeso, Museo de Bellas Artes de Angers
- Busto de Edme Bouchardon (1698-1762),
- Lulli, 1887-1888, mármol, París, Opera Garnier, vestíbulo.

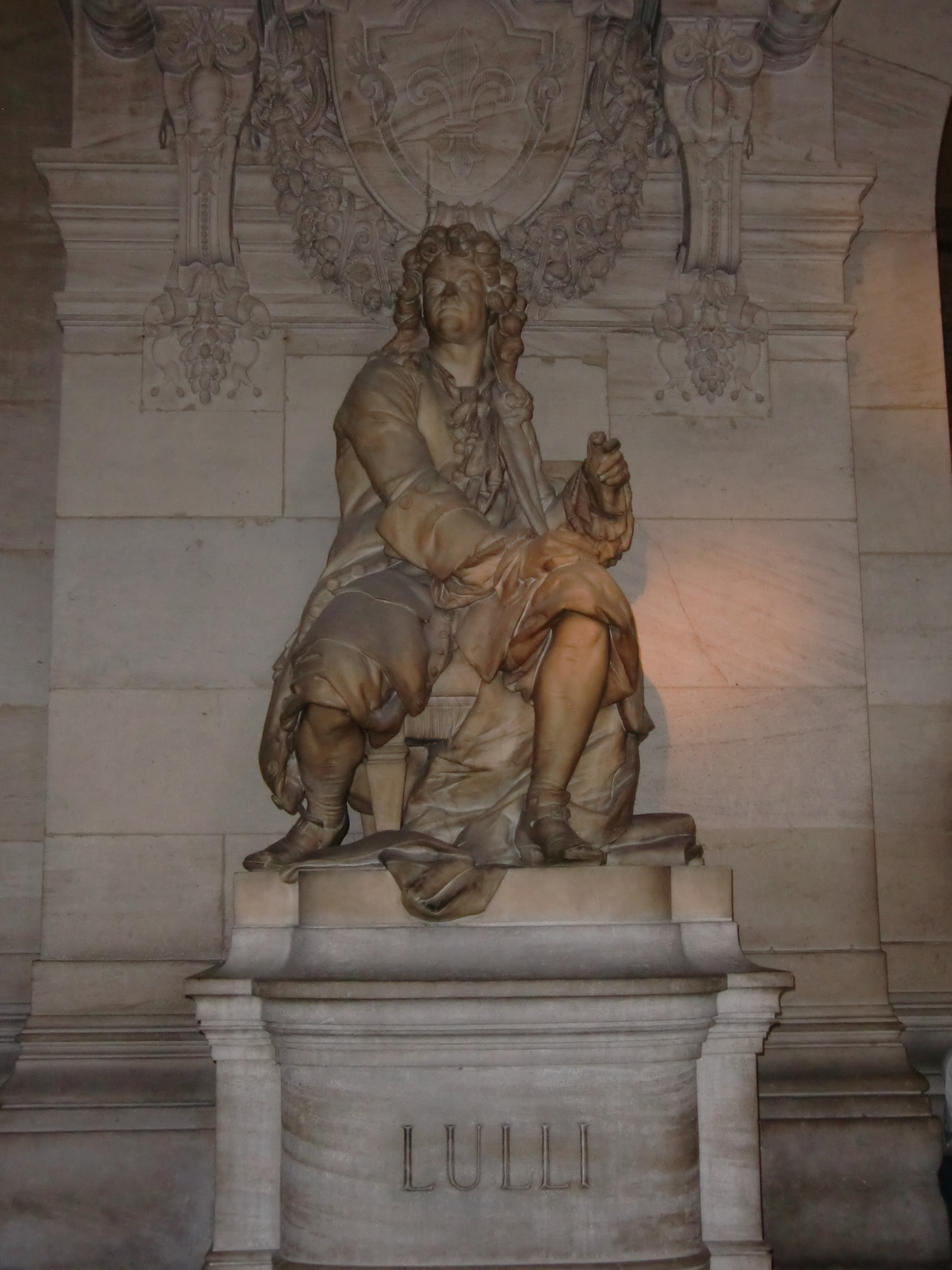

El yeso preparatorio de la escultura de Jean-Baptiste Lully, se conserva en el Museo de Arte e Industria de La Piscina (fr), en Roubaix

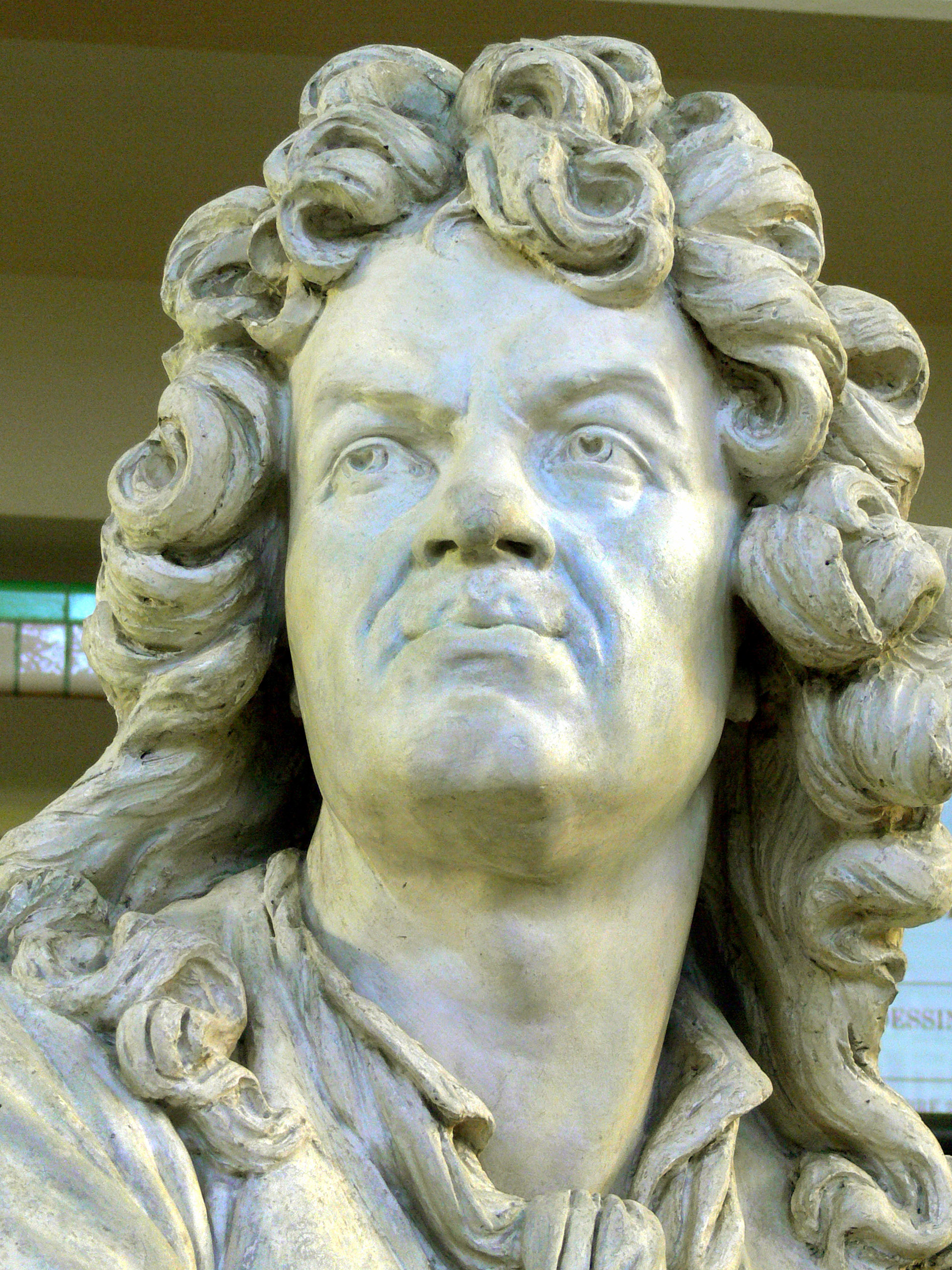
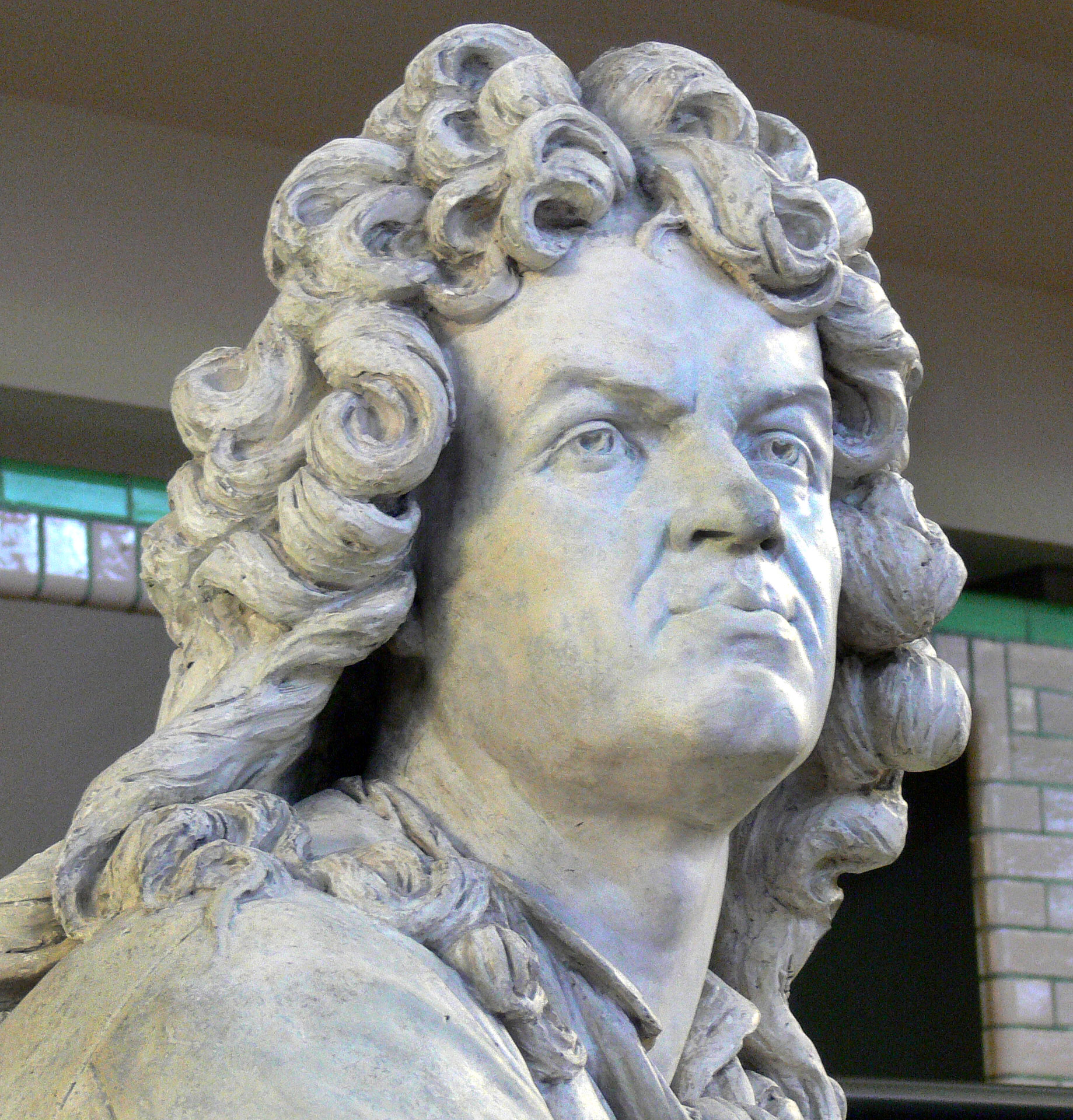
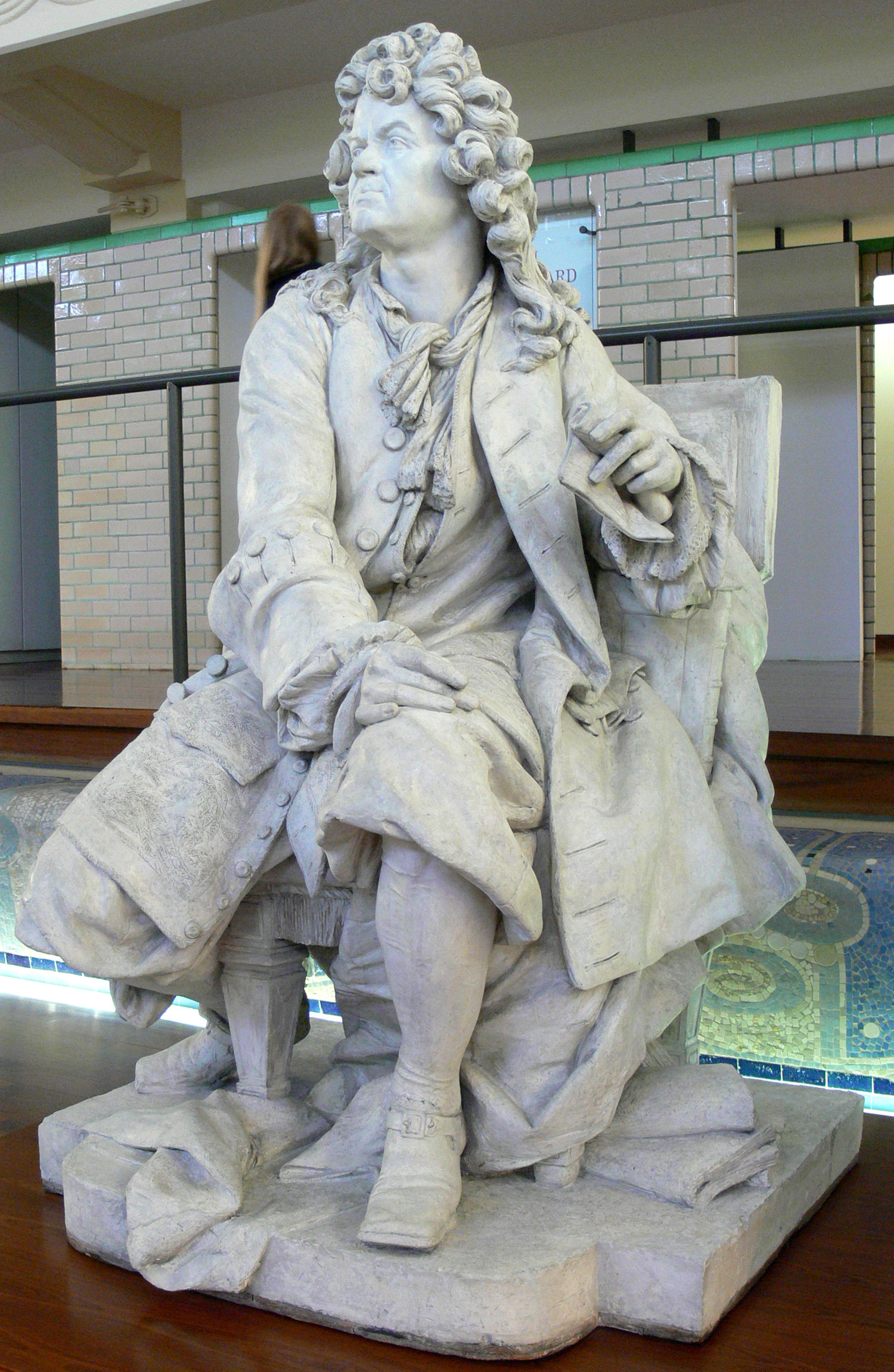

- L'Enlèvement de Déjanire par le centaure Nessus

Rapto de Deyanira por el centauro Neso, Jardines del ayuntamiento, Rouen

## Recepción de la crítica
Émile Zola escribió a propósito de la Jeune Tarentine en su crítica al Salón de 1872: 

« À côté, il y a une pâmoison de marbre que le public attendri entoure avec recueillement. C'est La Jeune Tarantine, de M. Schoenewerk. Voilà qui est délicat. L'artiste a couché sur un roc cette amante dont nous parle André Chénier, qui allait à l'amour et qui ne rencontra que la mort ; la vague ne roule que son cadavre sur la rive, où l'attendait le bien-aimé. La hanche haute, la tête renversée, la face déjà amollie et comme effacée par l'eau, le cadavre se dissout d'une façon toute tendre et toute poétique ; il est mûr pour quelque morgue de l'idéal. Les dames en soie grise et les messieurs décorés sont charmés de cette délicatesse dans la putréfaction. »

Además, hay un desvanecimiento de mármol 
al que el público rodea con reverencia. Esta es la joven Tarantine, del señor Schoenewerk. Aquí está la delicadeza. El artista ha tendido sobre una roca a la amante nombrada por André Chénier, a la que ha amado y a la que sólo la muerte reunirá; las olas enredan su cuerpo sobre la orilla, donde le espera el amado. La cadera en alto, la cabeza echada hacia atrás, su rostro borrado y como difuminado por el agua, el cadáver disuelto en una forma tierna y poética; preparado para un sepelio ideal. Las damas de seda gris y los caballeros elegantes se impregnan del encanto de esta delicadeza en putrefacción.

## Fallecimiento
Falleció en París el 22 de julio de 1885, 65 años, hace 139 años.
Desesperado por el fracaso de su Salomé, se tiró desde un tercer piso del XVII Distrito de París y falleció al día siguiente.
Está enterrado en la división 17 del Cementerio de Montparnasse. La tumba está adornada con su retrato en relieve, obra del escultor William-Henri Pécou (1854-ca.1920).

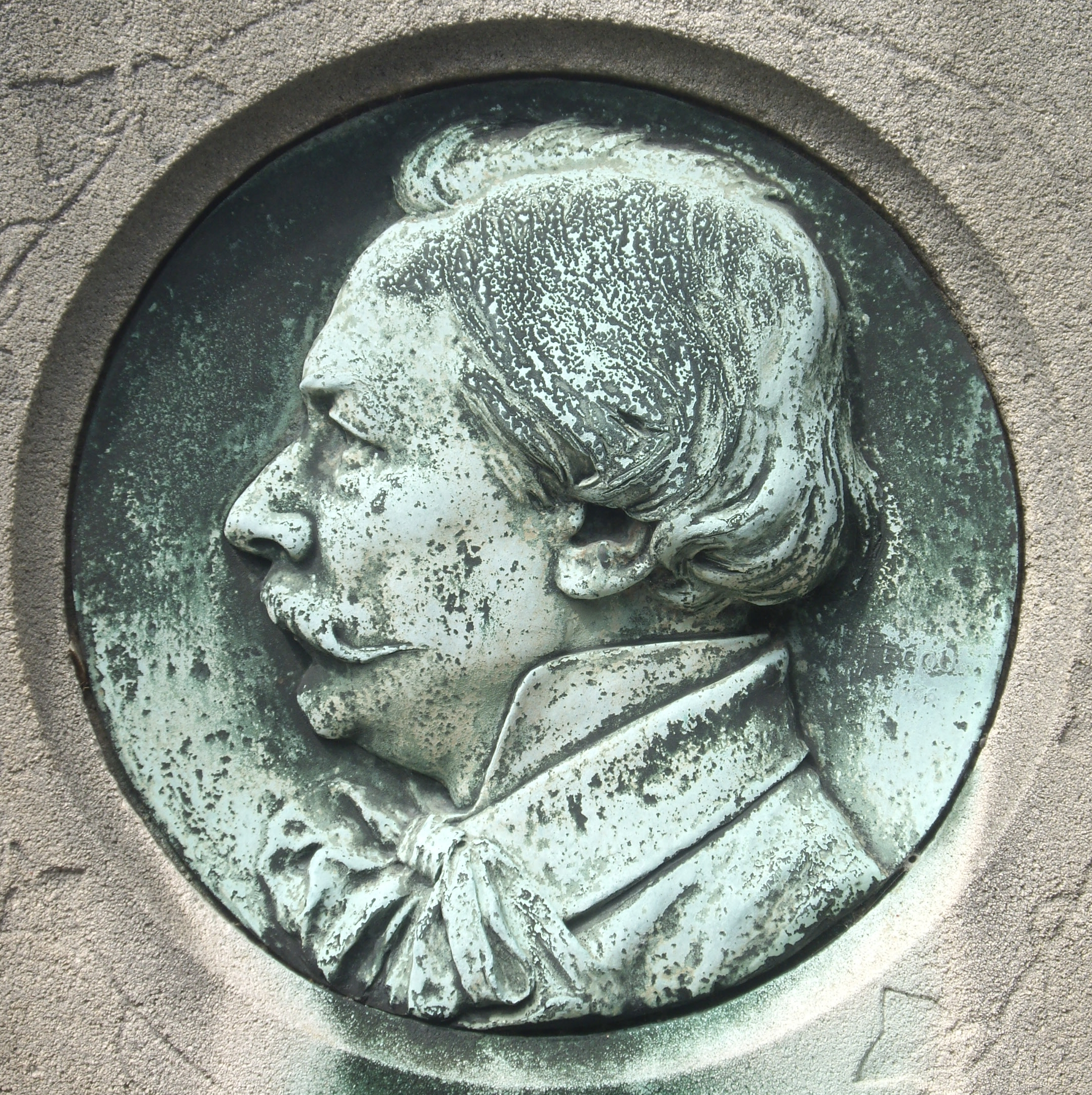
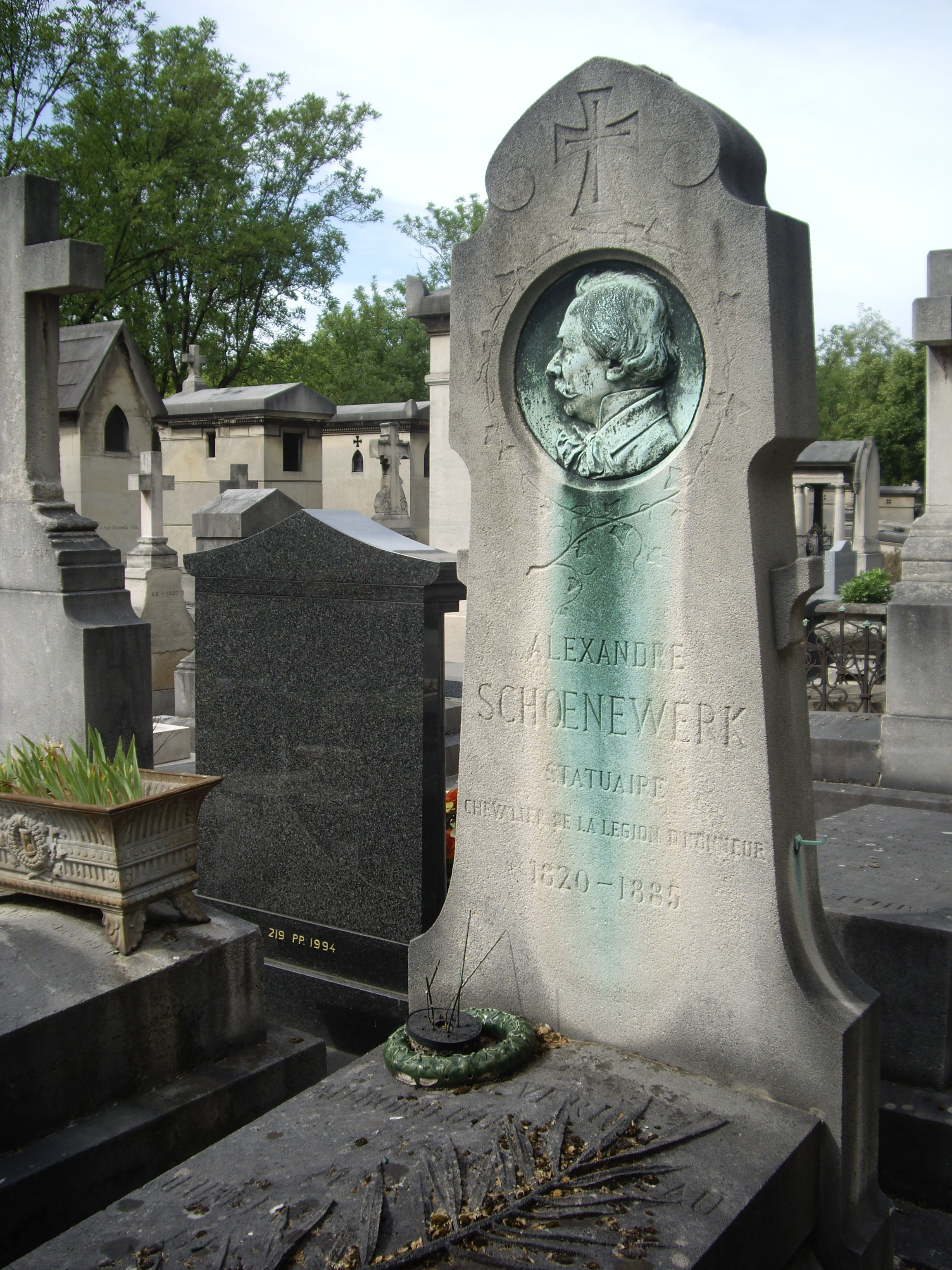